# Aegus hindenburgi
Aegus hindenburgi es una especie de coleóptero de la familia Lucanidae que habita en Samoa.